# Ebony (magazine)
Ebony, est un magazine américain à destination du public afro-américain, créé à Chicago par John H. Johnson, publié depuis l'automne 1945. Un magazine sœur de taille réduite, Jet, est aussi publié par les éditions Johnson Publishing Company (en).

## Historique
Le périodique Ebony est fondé en 1945 par John H. Johnson,, d'après le modèle de Life Magazine et qui affirme dès le départ le rôle émancipateur de ce magazine,.
Depuis le lancement, la photo de couverture d'Ebony est toujours consacrée à des personnalités afro-américaines, artistes, hommes et femmes politiques, sportifs et sportives, mannequins, etc., tels que Dorothy Dandridge, Lena Horne, Diana Ross, Michael Jackson, Carol Moseley Braun, Beyoncé Knowles, Mariah Carey, Michael Jackson, Carol Moseley Braun, Michelle Obama, Barack Obama, Zoe Saldana, Tyrese Gibson ou encore Tyler Perry, avec des images de photographes tels que Moneta Sleet Jr. (en), ou Isaac Sutton, . 
Le magazine parle aussi bien de culture, de beauté, que de politique. Entre 1957 et 1958, Martin Luther King y tient une chronique, et échange avec les lecteurs. C'est une période importante dans son parcours,  pendant laquelle ce militant des droits civiques des Noirs adhère à la philosophie de désobéissance civile non-violente. En 1963, un numéro spécial est consacré au centenaire des Proclamations d’émancipation des esclaves (effectuées par Abraham Lincoln en deux décrets, publiés en septembre 1862 et janvier 1863). En août 2008, le magazine publie une édition spéciale en huit couvertures présentant les «25 Coolest Brothers of All Time (25 frères les plus cools de tous les temps)». Jay-Z, Barack Obama, Prince, Marvin Gaye, ou Mohamed Ali figurent notamment dans ces couvertures. En novembre 2010, le magazine construit une couverture spéciale pour son 65e anniversaire, avec Taraji P. Henson, Samuel L. Jackson, Usher et Mary J. Blige. Une deuxième couverture met en vedette Nia Long sur un gâteau d'anniversaire, à la Marilyn Monroe. Le numéro comprend aussi huit reprises de couvertures historiques et iconiques d' Ebony. Blair Underwood pose à l'intérieur, tout comme Omar Epps et Jurnee Smollett-Bell. La National Public Radio (NPR) marque cette édition anniversaire comme le début de la refonte d'Ebony. L'ancienne secrétaire sociale de la Maison-Blanche, Desiree Rogers (en), de l'administration Obama, devient directrice générale du magazine.
Autre caractéristique, les annonceurs créent des publicités spécialement pour Ebony, mettant à contribution à cet effet des mannequins noirs souvent absents, notamment dans les années 1950, des publicités dans les autres médias.
En juin 2016, 71 ans après sa création, Ebony (comme sa publication sœur Jet) est vendu par Johnson Publishing à Clear View Group, une société de capital-investissement basée à Austin, dans le Texas, pour un montant non divulgué,.

## Archives
Après la faillite du groupe Johnson Publishing, plusieurs fondations (Fondation Ford, le J. Paul Getty Trust, la Fondation MacArthur ...) ont acheté les archives du magazine et en ont fait don à la New York Public Library où elles sont consultables par le public,,,.